# Xie (Xia-König)
Xie (chinesisch 泄, Pinyin Xiè) war der zehnte König der halblegendären Xia-Dynastie. Er war der Sohn von Mang und bestieg den Thron im Jahr Xinwei (辛未). Er regierte möglicherweise 25 Jahre lang.

## Leben
Laut den Bambusannalen wurde im 12. Jahr von Xies Herrschaft der Fürst von Yin (殷), Zihai (子亥), während er in Youyi (有易) zu Gast war, „des zügellosen Verhaltens schuldig“ und vom Anführer des Ortes, Mianchen (綿臣), getötet, der auch sein Gefolge wegschickte. Vier Jahre später verbündete sich Zihais Nachfolger Wei (微) mit den Truppen des Barons von Ho (河伯), fiel in Youyi ein und tötete Mianchen.
Im 21. Jahr seiner Herrschaft verlieh Xie „regelmäßige Würden“ an die Häuptlinge der umliegenden Barbaren.
Ihm folgten seine Söhne Bu Jiang und Jiong.